# IOS
|  | No s'ha de confondre amb Ios, illa de Grècia. |

iOS (anteriorment iPhone OS) és un sistema operatiu mòbil desenvolupat per Apple exclusivament per als seus telèfons intel·ligents. Va ser presentat el gener de 2007 per a l'iPhone de primera generació, llançat el juny de 2007.
És el sistema operatiu que alimenta molts dels dispositius mòbils de la companyia, inclòs l'iPhone. També es va utilitzar als iPads des del 2010 fins que es va introduir iPadOS el 2019, i als dispositius iPod Touch, que es van deixar de fabricar a mitjan 2022. És el segon sistema operatiu mòbil més instal·lat del món, després d'Android. És la base d'altres tres sistemes operatius d'Apple: iPadOS, tvOS i watchOS.
El desembre del 2023 l'App Store contenia més de 3,8 milions d'aplicacions amb iOS. Aquestes aplicacions mòbils havien estat descarregades més de 130.000 milions de vegades.
iOS es basa en MacOS. Igual que MacOS, inclou components del Mach i FreeBSD. És un sistema operatiu semblant a Unix. Encara que algunes parts d'iOS són de codi obert amb la llicència Apple Public Source i altres llicències, iOS és programari del propietari.
Les versions principals d'iOS es publiquen anualment. La versió estable de mitjans del 2024, iOS 17, es va llançar al públic el 18 de setembre de 2023.